# Täby (comune)
Täby è un comune svedese di 63 609 abitanti, situato nella contea di Stoccolma, nella regione dell'Uppland. Il suo capoluogo è la cittadina omonima, parte integrante dell'area metropolitana di Stoccolma.
È un elegante quartiere della capitale svedese e i suoi abitanti gravitano principalmente su Stoccolma per quanto riguarda le attività lavorative. Täby è uno dei comuni con il reddito pro capite più alto del Paese.

## Geografia antropica
Nel territorio comunale sono comprese le seguenti aree urbane (tätort):
- Täby (parte)
- Vallentuna (parte)

## Amministrazione

### Gemellaggi
- Rødovre
- Lørenskog
- Järvenpää
- Viimsi
- Reinbek